# Eduard Stăncioiu
Eduard Cornel Stăncioiu (ur. 3 marca 1981 w Bukareszcie) – piłkarz rumuński grający na pozycji bramkarza.

## Kariera klubowa
Stăncioiu pochodzi z Bukaresztu. Jego pierwszym klubem piłkarskim w karierze został tamtejszy Sportul Studențesc Bukareszt. W 1998 roku awansował do kadry pierwszego zespołu, a pod koniec sezonu zadebiutował w jego barwach w drugiej lidze. W 2000 roku zajął z nim 3. miejsce, a w 2001 roku awansował do pierwszej ligi, w której zadebiutował 28 września w przegranym 2:4 wyjazdowym meczu z Oțelulem Galați. Po awansie Sportulu Eduard zaczął być jego podstawowym bramkarzem. W 2003 roku spadł z nim jednak z ligi i rok spędził grając na zapleczu ekstraklasy. W sezonie 2004/2005 znów grał ze Sportulem w pierwszej lidze i m.in. ustanowił rekord klubowy nie puszczając gola przez 457 minut. W 2006 roku zajął ze Sportulem 4. miejsce w Divizii A.
Latem 2006 Stăncioiu odszedł do CFR-Ecomax Cluj. Klub ten w sezonie 2006/2007 zajął wysokie 3. miejsce, dzięki czemu Eduard jesienią bronił w rozgrywkach Pucharu UEFA. W sezonie 2007/2008 Rumun wygrywał rywalizację z Kanadyjczykiem Larsem Hirschfeldem, a na koniec sezonu Ecomax pierwszy raz w historii sięgnął po tytuł mistrza Rumunii. W 2014 roku przeszedł do ASA Târgu Mureș, a w 2016 do Steauy Bukareszt.

## Kariera reprezentacyjna
W reprezentacji Rumunii Stăncioiu zadebiutował 31 maja 2008 roku w wygranym 4:0 towarzyskim spotkaniu z Czarnogórą. W tym samym roku został powołany przez selekcjonera Victora Pițurcę do kadry na Euro 2008, na których ma pełnić rolę rezerwowego dla Bogdana Lobonța.